# Günther Steiner
Günther Steiner (Merano, 7 aprile 1965) è un manager e ingegnere italiano con cittadinanza statunitense, ha ricoperto il ruolo di team principal della Haas dal 2016 al 2023.

## Biografia

### Inizi nel Rally
Nato a Merano da famiglia proprietaria di una macelleria, Steiner ha studiato ingegneria senza finire gli studi. Decide, quindi, di trasferirsi in Belgio. Qui ha iniziato la carriera professionale nel rally. Nel 1986, con mansione di meccanico sull'allestimento 323 4WD, entra nel Rally Team Europe di Mazda. Resta nel team giapponese sino al 1988.
Dal gennaio 1989 al 1990, Steiner ha lavorato come assistente team manager per la Top Run Srl. Nel 1990, diviene ingegnere responsabile dello sviluppo del Jolly Club in Italia. Alla fine del 1996 si trasferisce in Gran Bretagna per lavorare con Prodrive nel team Subaru World Rally. Vince il campionato europeo di rally con Krzysztof Hołowczyc alla guida. Pochi anni dopo assume l'incarico di direttore tecnico nel team M Sport per sviluppare il progetto Ford Focus WRC. Promosso a direttore dell'ingegneria nel 2000, lavora con il Ford World Rally Team insieme ai piloti Colin McRae e Carlos Sainz per assicurarsi il secondo posto nelle stagioni 2000 e 2001.

### Jaguar
Steiner passa alla Formula 1 nel 2001. Il nuovo team principal della Jaguar Racing, Niki Lauda, era alla ricerca di figure di rilievo da assumere nel team inglese. L'ex pilota austriaco crede nelle doti del meranese ed il 3 dicembre lo assume nel ruolo di responsabile engineering del team con sede a Milton Keynes. Il direttore della strategia John Allison, altra figura di rilievo, si occupava contestualmente delle attività amministrative. 
Steiner riorganizza la squadra abbattendo i costi gestionali. Tuttavia il 2002 si rivela disastroso per la Jaguar. I soli otto punti raccolti dalla prima guida Eddie Irvine e zero da Pedro de la Rosa, inducono Ford a licenziare Lauda ed altri 70 membri della squadra.
Il 5 dicembre, Jaguar annuncia che Steiner sarebbe stato sostituito dal project manager David Pitchforth nel progetto di ristrutturazione. Il portavoce del team, Nav Sidhu dichiarò: "Günther ha chiaramente stabilito la linea di base ingegneristica che David ora mirerà a portare al livello successivo." 
Sebbene la nuova dirigenza di Jaguar offrisse a Steiner altro ruolo nel team, l'interessato rifiutò prendendosi un anno sabbatico prima di sostituire Wiet Huidekoper come direttore tecnico presso l'Opel Performance Center nel novembre dello stesso anno.

### Red Bull
Red Bull acquista la Jaguar nel novembre 2004, a Steiner è offerto un ruolo in Red Bull Racing. I piani di Opel di ritirarsi dal Deutsche Tourenwagen Masters alla fine del 2005 motivano il ritorno nel team di Milton Keynes. La sua nomina a direttore delle operazioni tecniche è confermata il 13 gennaio 2005. 
Steiner ed il team principal Christian Horner ottengono buoni risultati nella stagione 2005, ma quando Red Bull strappa il direttore tecnico vincitore del campionato Adrian Newey alla McLaren, il proprietario del team, Dietrich Mateschitz, propone a Steiner la costituzione di un team NASCAR negli Stati Uniti. Steiner, di concerto con la moglie, accettò di trasferirsi a Mooresville, nella Carolina del Nord, con mansione di direttore tecnico del team NASCAR. Incarico mantenuto per due anni sino all'aprile 2008.

### Haas
Steiner rimase a Mooresville dopo aver lasciato la Red Bull, intraprendendo nuova avventura imprenditoriale per il tramite della società di produzione Fibreworks Composites nel gennaio 2009. 
Mentre il Team US F1 era in fase di sviluppo, Steiner incontra Joe Custer e Gene Haas della Stewart-Haas Racing. La proposta di Steiner era lineare: entrare in F1 come marchio cliente con monoposto di costruttore affermato. Il progetto visse di fasi altalenanti ma Steiner riuscì a sviluppare partnership con l'outsourcer Dallara e Ferrari per la fornitura dei motori. Il 14 aprile 2014, è stato ufficialmente annunciato come team principal della neonata Haas. 
Con l'ingresso nella stagione 2016, Haas diviene il primo costruttore americano a gareggiare in F1 dopo 30 anni. Il team conquista otto punti al Gran Premio d'Australia 2016 con il 6º posto di Romain Grosjean. Haas completa la stagione con 29 punti all'attivo ed 8º posto nella classifica costruttori. Nella stagione 2017, il danese Kevin Magnussen è ingaggiato dal team americano. Nel campionato costruttori 2018, Haas è quinta a fine campionato.
Lascia a sorpresa il ruolo di Team principal della Haas il 10 gennaio 2024, venendo sostituito da Ayao Komatsu.

## Vita privata
Steiner possiede la cittadinanza italiana ed americana, vive a Mooresville, nella Carolina del Nord con sua moglie Gertraud e la figlia Greta. Originario dell'Alto Adige, parla correntemente italiano e tedesco oltre all'inglese.

## Opere
- Surviving to Drive: An exhilarating account of a year inside Formula 1, from the breakout star of Netflix's Drive to Survive, Bantam, 2023, ISBN 9781787636286.[6]